# Nnamdi Chinecherem
Nnamdi Prosper Chinecherem (12 luglio 2002) è un giavellottista nigeriano.

## Biografia
All'età di diciassette anni ha vinto la medaglia di bronzo ai Giochi panafricani di Rabat 2019 nel lancio del giavellotto.

## Palmarès
| Anno | Manifestazione               | Sede    | Evento                 | Risultato | Prestazione | Note             |
| ---- | ---------------------------- | ------- | ---------------------- | --------- | ----------- | ---------------- |
| 2018 | Giochi panafricani giovanili | Algeri  | Giavellotto (700 g)    | 5º        | 58,71 m     |                  |
| 2019 | Campionati africani U18      | Abidjan | Giavellotto (700 g)    | Oro       | 74,71 m     | [ 1 ]            |
| 2019 | Giochi panafricani           | Rabat   | Lancio del giavellotto | Bronzo    | 73,24 m     |                  |
| 2024 | Giochi panafricani           | Accra   | Lancio del giavellotto | Oro       | 82,80 m     | Record nazionale |
| 2024 | Campionati africani          | Douala  | Lancio del giavellotto | Argento   | 79,22 m     |                  |
| 2024 | Giochi olimpici              | Parigi  | Lancio del giavellotto | 24º (q)   | 77,53 m     |                  |